# Югоизточноамерикански равнини
Югоизточноамериканските равнини (на английски: Southeastern USA Plains) са биогеографска област в Съединените американски щати, една от единиците от второ ниво в класификацията на Американската агенция за опазване на околната среда, част от Източните умерени гори.
Областта представлява прекъсната на две части зона в югоизточните части на страната. Граничи с Великите равнини на запад, а в другите посоки преминава в други части на Източните умерени гори – Средноамериканските равнини на север, Озаркско-Уачитско-Апалачките гори в по-високите зони и Мисисипските алувиални и Югоизточноамериканските крайбрежни равнини към океана.
Югоизточноамериканските равнини се подразделят на няколко подобласти:
- Северен Пидмънт
- Вътрешни речни долини и хълмове
- Вътрешно плато
- Пидмънт
- Югоизточни равнини
- Льосови равнини на Мисисипската долина
- Южни централни равнини
- Източни среднотексаски равнини